# Milan Krajča
Milan Krajča (* 12. září 1983 Opava) je český politik a publicista, od dubna 2021 místopředseda KSČM. Je aktivistou českého i mezinárodního mírového hnutí, zastává funkci člena Výkonného výboru Světové rady míru. Je držitelem Novinářské ceny Jana Švermy udělované Spolkem českých novinářů.

## Život
Pochází z Opavy. Studoval Filozofickou fakultu Univerzity Karlovy v Praze, ale studia nedokončil. Žil v Latinské Americe, ve Venezuele spolupracoval s vládou Huga Cháveze. Působí jako radikálně levicový a komunistický publicista. Publikuje v domácím i zahraničním tisku (především španělsky psaném). Tematicky se věnuje hlavně politickým, sociálním a historickým tématům. Je autorem publikací Budoucnost nelze zakázat: svět proti antikomunistické ilegalizaci Komunistického svazu mládeže (2010) a Vive la Commune! : přehled dějin Pařížské komuny 1871 (2011). Spolupracuje s komunistickým deníkem Haló noviny.
Milan Krajča žije v Praze, konkrétně v městské části Lipence.
Je aktivním sportovcem, dříve byl závodním plavcem, nyní běhá delší tratě, jako je například Pražský mezinárodní maraton a účastní se extrémních překážkových závodů.

## Politické působení
Je členem KSČM. Mezi roky 2001 a 2005 byl 1. místopředsedou Komunistického svazu mládeže (KSM). V listopadu 2005 byl zvolen předsedou KSM, ve funkci tak vystřídal Zdeňka Štefka. V říjnu 2006 Ministerstvo vnitra ČR svaz rozpustilo, ten však toto rozhodnutí napadl žalobou. V roce 2008 byl Krajča opět zvolen předsedou. V lednu 2010 bylo rozhodnutí o rozpuštění Komunistického svazu mládeže soudně zrušeno a v březnu 2010 se konal obnovující sjezd. Od obnovení činnosti stojí v jeho čele kolektivní vedení.
Během války v Sýrii tuto zemi opakovaně navštívil a setkal se i se syrským prezidentem Bašárem al-Asadem.
V komunálních volbách v letech 2014 a 2018 kandidoval za KSČM do Zastupitelstva hlavního města Prahy, ale ani jednou neuspěl.
Ve volbách do Poslanecké sněmovny PČR v roce 2006 kandidoval za KSČM v Praze, ale neuspěl. Zvolen nebyl ani ve volbách v roce 2010 ve Středočeském kraji. A na mandát nedosáhl ani ve volbách v letech 2013 a 2017, opět v Praze.
Ve volbách do Evropského parlamentu v roce 2009 kandidoval na 16. místě kandidátky KSČM, ale neuspěl. Stejně tak ve volbách v roce 2014, kdy figuroval na 11. místě kandidátky.
Když dne 17. dubna 2021 rezignovala na post místopředsedkyně KSČM Kateřina Konečná, byl ve druhém kole tajné volby zvolen jejím nástupcem (získal 47 hlasů ze 78 možných). Stal se tak místopředsedou strany pro evropské záležitosti a občanský sektor.
Ve volbách do Poslanecké sněmovny PČR v roce 2021 kandidoval na 2. místě za KSČM v Praze, ale stejně jako celá strana neuspěl. Následně rezignoval na post místopředsedy strany. Na sjezdu byl však opětovně zvolen do pozice místopředsedy strany pro evropské záležitosti a občanský sektor. Pozici pak obhájil na XI. sjezdu strany v květnu 2022.
V komunálních volbách v roce 2022 do Zastupitelstva hlavního města Prahy byl lídrem KSČM a tudíž i kandidátem na post pražského primátora, ale neuspěl.
Ve volbách do Evropského parlamentu v červnu 2024 kandidoval jako člen KSČM na 4. místě kandidátky uskupení „STAČILO!, koalice KSČM, SD-SN a ČSNS“. Získal 8 364 preferenčních hlasů a stal se tak druhým náhradníkem.